# Görsdorf (Tauche)
Görsdorf (bis 30. Juni 2008 amtlich Görsdorf bei Beeskow; niedersorbisch Górice) ist ein Ortsteil der Gemeinde Tauche im Landkreis Oder-Spree (Brandenburg) mit ungefähr 200 Einwohnern.

## Lage
Das Dorf ist mit seinen vielen Seen und ausgebauten Radwegen ein beliebter Treffpunkt für Radtouristen. Es liegt am Rande des Naturparkes Dahme-Heideseen auf der Beeskower Platte. Zu Görsdorf gehören der Gemeindeteil Premsdorf am Premsdorfer See und die Wohnplätze Blabber und Drobsch am Blabbergraben.

## Ortsbild
Görsdorf ist ein Dorf mit teilweise erhaltenswerten Grünstrukturen im Bereich des Angers, des Gutsparks und der alten Linden am Ende des Angers. Ortsbildprägend sind die Dorfkirche in der Mitte des Angers mit dem anliegenden Friedhof sowie der Dorfteich und die Vierseitenhöfe, die den Anger umschließen. Markant ist zudem die Begrünung des Fachwerkhauses am Dorfanger.
Die unter Denkmalschutz stehende Dorfkirche ist ein Feldsteinbau mit hölzernem Glockenstuhl über dem Westgiebel. Der Kern der im 16. Jahrhundert erbauten Kirche wurde im 18. Jahrhundert verändert. Der Renaissancealtar von ca. 1600 ist als Denkmal eingestuft. Von ökologischer Bedeutung sind die Wasserflächen im und am Ort, z. B. der Drobschsee.

### Sehenswürdigkeiten
- Drobschsee
- Großer Kossenblatter See
- Räuberberg (Bodendenkmal, deutscher Burgstall aus dem 12./13. Jahrhundert)

### Kommunale Einrichtungen
- Freiwillige Feuerwehr Görsdorf

## Ersterwähnungen und Namensgebung
Das Angerdorf wurde 1443 als Gersdorf in einer Urkunde der Herren von Bieberstein erstmals schriftlich erwähnt. 1518 war der Ort als Gyrstorff, Gierszdorff, 1652 als Görßdorff und 1775 als Gersdorf oder Görsdorf verzeichnet. Der Name geht auf die mittelniederdeutsche Grundform Gër(harde)sdörp zurück und bedeutet Dorf, das nach einem Mann namens Gerhard, Gerwig o.ä. benannt wurde.

## Persönlichkeiten

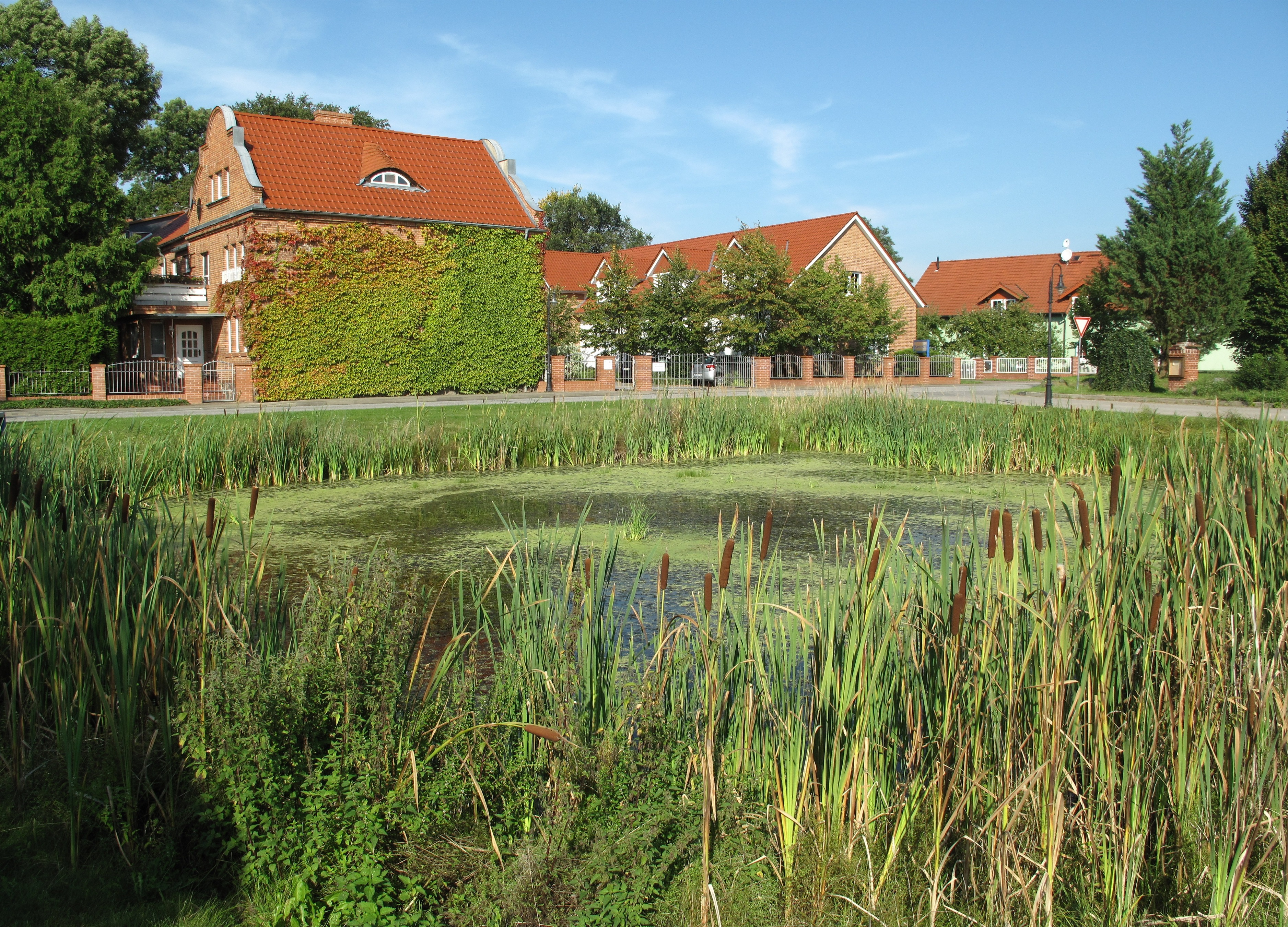
Dorfteich auf dem Anger

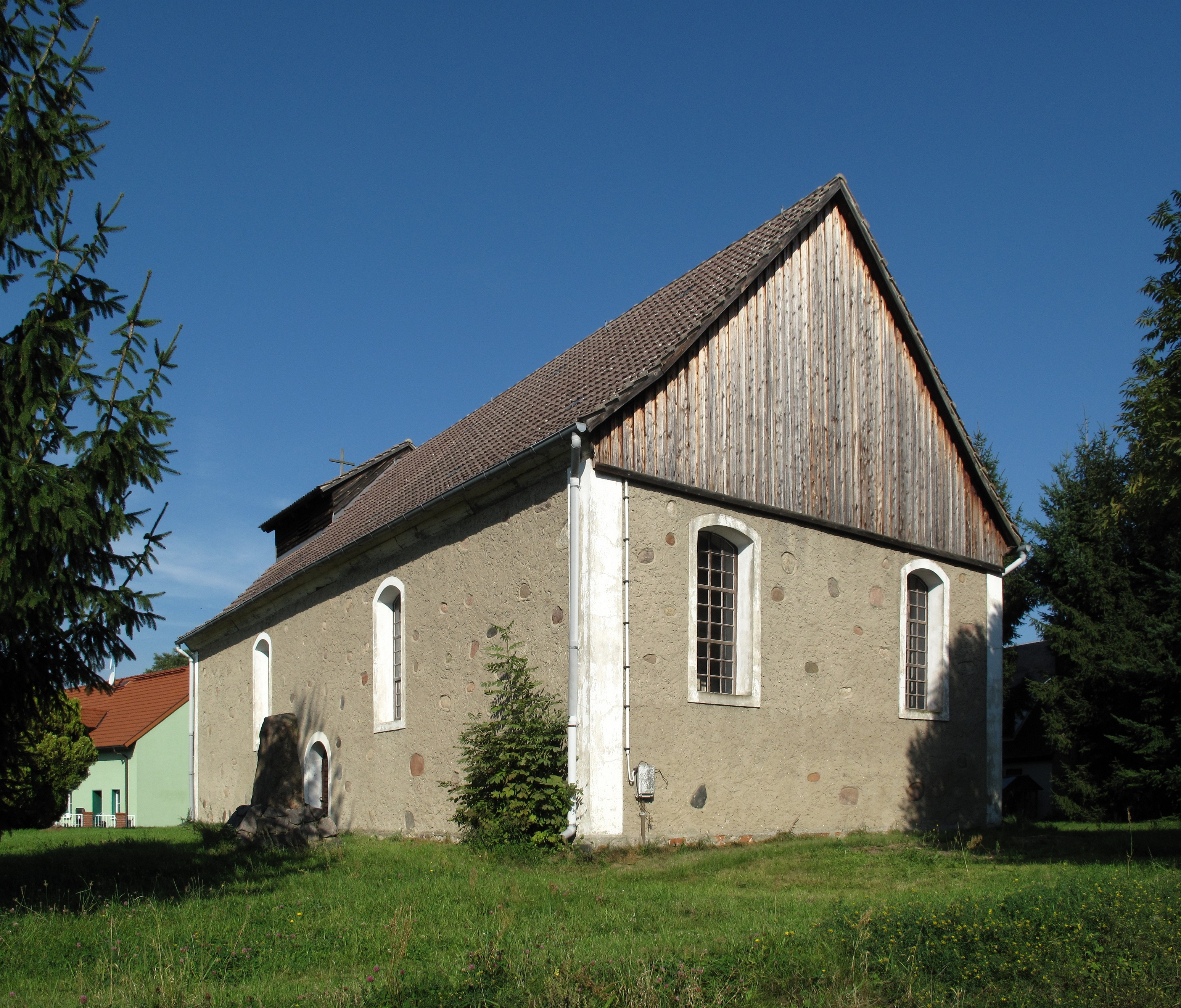
Dorfkirche

- Ewald Horn (* 1856 in Görsdorf; † 1923), Biologe und Universitätshistoriker
- Günter de Bruyn, kaufte 1968 die Blabberschäferei als Erstwohnsitz und wohnte dort bis 1986[6]